# Поспішаючий ідіот
Поспішаючий ідіот (англ. A moron in a hurry) — гіпотетична особа, щодо якої можна розглядати аргументи зацікавленої особи в процесах у судових справах про порушення прав на торговельний знак або продаж контрафактної продукції в англійському громадянському процесі. Вираз використовується, коли необхідно спростувати заяву сторони про те, що два предмети можуть бути сплутані покупцями. Для цього наводиться аналогія, що навіть поспішаючий ідіот помітив би різницю між товарами, тому ділова репутація бренду не може зазнати шкоди.

## Прецеденти
Імовірно, вперше термін був використаний суддею Фостером у справі 1978 року «Morning Star Cooperative Society v Express Newspapers Limited [1979] FSR 113». У цій справі видавці «Морнінг Стар», британської газети комуністичної партії, хотіли добитися судової заборони на відкриття нового таблоїда компанії Express Newspapers, котрий мав би називатися Daily Star. Суддя скептично поставився до вимоги. Він зазначив:
Якщо хто-небудь покладе ці газети поруч, особисто я вважатиму, що вони відрізняються одна від одної настільки, що тільки поспішаючий ідіот зможе їх сплутати.
У тому ж році вираз був цитований у тому самому контексті у справі «Newsweek Inc. v. British Broadcasting Corp. [1979] R.P.C. 441» Лордом Деннінгом. Фраза розглядалася канадськими судами в справі «C.M.S. Industries Ltd. v. UAP Inc., 2002 SKQB 303», де суд вирішив, що UAP порушило права позивача на торговельний знак.
Однак доволі скоро, у справі Mattel, Верховний суд Канади відійшов від аналізу «поспішаючого ідіота», замінивши його на розгляд точки зору «пересічних поспішаючих покупців». Цей стандарт представляє проміжний ступінь між «ідіотом» та «обережнім і старанним покупцем». Стандарт Mattel наразі використовується судами Канади.
Фраза була відроджена юристами Apple Computer у судовій тяжбі компанії з музичним лейблом Apple Corps, на якому записувались «The Beatles». Предметом суперечки стала поява логотипу Apple Computer у формі яблука в деяких моментах при використанні iTunes Music Store. Юристи компанії публічно заявили, що iTunes як сервіс для поширення музики не може бути сплутаний із лейблом Apple Corps. Однак ця суперечка напряму не зачіпала видачу товару однієї фірми за товар іншої, яка вимагали б оцінки ступеня змішання і збитку. Замість цього Apple Corps опиралася на те, що Apple порушила положення попередньої згоди про врегулювання використання торговельних знаків. У 1991 році Apple Computer погодилося не використовувати логотип у зв'язку з музичними записами. Apple (видаливши слово «Computer» із фірмової назви у 2007 році, нині відома як «Apple Inc.») наразі обґрунтовує свою позицію тим, що iTunes не виробляє власну музику.